# Cylindrosporium matricariae
Cylindrosporium matricariae är en svampart som beskrevs av Died. 1914. Cylindrosporium matricariae ingår i släktet Cylindrosporium, ordningen disksvampar, klassen Leotiomycetes, divisionen sporsäcksvampar och riket svampar.   Inga underarter finns listade i Catalogue of Life.